# レスレクシオン・マリア・デ・アスクエ
レスレクシオン・マリア・デ・アスクエ（バスク語: Resurrección María de Azkue, 1864年8月5日 – 1951年11月9日）は、スペイン・ビスカヤ県レケイティオ出身の司祭、言語学者、著作家。その他には音楽家、詩人、船員、民俗学者などの肩書もあり、小説や演劇戯曲も著した。バスク語研究に貢献し、エウスカルツァインディア（バスク語アカデミー）の創設に尽力した。今日のバスク地方でもっとも優れた学者のひとりとみなされている。
フルネームはレスレクシオン・デ・ヘスス・マリア・デ・ラス・ニエベス・アスクエ・アベラストゥリ・バルンディア・ウリバリ (Resurreccion de Jesus Maria de las Nieves Azkue Aberasturi Barrundia Uribarri)ととても長いため、通常はレスレクシオン・マリア・デ・アスクエかR.M.アスクエ、または単にアスクエと呼ばれる。

## 経歴

### 青年期
父親はビスケー湾に面するビスカヤ県レケイティオ出身の詩人のエウセビオ・マリア・デ・ロス・ドロレス・アスクエ・バルンディア、母親はムンダカ出身のマリア・カルメン・アベラストゥリ・ウリバリである。1864年、レスレクシオン・マリア・デ・アスクエはレケイティオに生まれた。父の詩人としての評判は名高く、母からはバスク語やバスク民俗を教わった。レケイティオで船員としての教育を受けた後、ビルバオで中等教育を受けて大学入学資格を得ると、アラバ県ビトリアで学んだ後にサラマンカ県サラマンカのサラマンカ大学で神学と哲学を修め、1888年に司祭の資格を得た。

### バスク語教授時代
1888年にはビスカヤ県政府がバスク語教授職の志願者を募集し、アスクエ、ミゲル・デ・ウナムーノ（哲学者）、サビノ・アラナ（バスク民族主義者）らが受験したが、合格したのはウナムーノやアラナではなくアスクエだった。ビスカヤ県初のバスク語教授となると、30年間に渡って中等教育学校でバスク語を教え、その傍らでバスク地方の言語学や民俗学などを研究し、バスク語雑誌「エウスカルサレ」と「イバイサバル」の発刊を手掛けた。アスクエはバスク愛国者とみなされており、サビノ・アラナやラモン・デ・ラ・ソトなどのバスク民族主義者とも付き合いがあったが、カルリスタとはみなされておらず、またアラナやソトなどとは特にバスク語の正書法などの点で頻繁に意見が対立した。アスクエはバスク語とバスク文化に熱中し、政治的活動は回避しようと試みていたが、バスク語作家やバスク文化の支持者は長年アスクエ派とアラナ派に分かれて対立した。

### 『バスク語・スペイン語・フランス語辞典』刊行
1901年頃には『バスク語・スペイン語・フランス語辞典』が大方完成し、1902年にはビスカヤ県議会から出版への援助を受けられることとなった。当初は500部を印刷する予定だったが、バスク系人の多い南アメリカでの販売も視野に入れて1,500部に増やし、フランス・トゥールの印刷所で印刷された。バスク語の辞書としては1745年にマヌエル・ララメンディが『カスティーリャ語・バスク語・ラテン語3言語辞典』を、1883年頃にはホセ・フランツィスコ・アイスキベルが『バスク語からスペイン語への辞書』を刊行しており、アスクエの辞書はこれらに次ぐ3番目のバスク語辞書である。1904年にはビルバオを離れて5年間ヨーロッパを遊学し、フランスのトゥール、ベルギーのブリュッセル、ドイツのケルンなどで音楽研究を極めた。遊学中の1905年から1906年にはようやく『バスク語・スペイン語・フランス語辞典』が出版されている。
この辞典はバスク語の記録や保存を大きな目的としており、バスク語学習者向けの辞書ではない。語彙や用例の豊富さ、正確な語釈で評価が高く、1969年にビルバオの出版社が第2版を刊行している。1969年の第2版は計1,151ページ・全2巻の大作である。アスクエはバスク語の諸方言から語彙を収集しており、分量の面でも品質の面でもそれまでのバスク語辞書とは一線を画しているとされる。

### エウスカルツァインディア創設
1909年にビルバオに戻ると学問活動に一層励み、1911年には『オルツリ』、1914年には『ウルロ』を出版し、1918年には『スペイン語・バスク語ポケット辞書』を出版した。1918年にはオニャティにあるエウスコ・イカスクンツァの会議でエウスカルツァインディア（バスク語アカデミー）の創設に携わり、1919年に創設されるとそのままエウスカルツァインディアの会長に就任した。1920年にバスク語教授職を退任し、エウスカルツァインディアの活動に没頭した。エウスカルツァインディアでは機関誌「バスク語」の編集主幹を務め、また死去するまで会長の座にあった。1922年頃には『バスク民衆詩歌選』を、1923年にはバスク語の接尾辞に関する研究を、1925年には『バスク語の形態論』を著している。1927年にはレアル・アカデミア・エスパニョーラ（王立スペイン語アカデミー）の会員に推挙され、同時代のバスク人学者ではフリオ・デ・ウルキホとともに会員となった。1935年から1947年には『バスク地方の知識』を著したが、1951年、ビルバオでネルビオン川の氾濫が起こったすぐ後に死去した。

### 死後
アスクエの『バスク語・スペイン語・フランス語辞典』が在庫切れとなると、コルド・ミチェレナがエウスカルツァインディアの依頼で改定版辞書の刊行に取り組んだ。ミチェレナの死後にはイボン・サラソラが作業を引き継ぎ、2005年にコルド・ミチェレナ著『総合バスク語辞典』として刊行している。

## 文献

### その他の文献
- Etxegoien, Juan Carlos (1996). Orhipean, Gure Herria ezagutzen. Xamar. ISBN 84-7681-119-5
- Trask, Robert Lawrence (1997). The History of Basque. Routledge. ISBN 978-0415867801